# Новий Шигай
Новий Шига́й (рос. Новый Шигай, башк. Яңы Шығай) — присілок у складі Буздяцького району Башкортостану, Росія. Входить до складу Сабаєвської сільської ради.
Населення — 6 осіб (2010; 9 у 2002).
Національний склад:
- башкири — 100 %